# Đặng Quang Huy
Đặng Quang Huy (sinh ngày 12 tháng 5 năm 1992), là một cầu thủ bóng đá Việt Nam hiện đang thi đấu vị trí tiền vệ cho câu lạc bộ Công An Nhân Dân tại Giải bóng đá Hạng Nhất Quốc gia.

## Sự nghiệp
Đặng Quang Huy bắt đầu sự nghiệp của mình tại câu lạc bộ bóng đá Viettel, sau đó chuyển sang thi đấu cho câu lạc bộ Hải Phòng vào năm 2015. Nửa mùa giải 2015, anh chuyển sang thi đấu cho XSKT Cần Thơ.

## Sự nghiệp quốc tế
Sau khi Quế Ngọc Hải gặp chấn thương vào tháng 10/2016, Quang Huy bất ngờ được chọn để thay thế cho Ngọc Hải trong đội hình tuyển Việt Nam tham dự AFF Cup 2016.

## Danh hiệu

### Câu lạc bộ
Công An Nhân Dân
- V.League 2:  2022